# 조 텔퍼드
조 텔퍼드(Zoe Telford, 1973년 ~ )는 잉글랜드의 배우이다.

## 출연 작품
- 그레이호크 (2013)
- 차일드 (2011)
- 셜록 시즌1 (2010)
- 콜리전 (2009)
- 비욘드 더 폴 (2009)
- 웨이팅 룸 (2007)
- 헤이즐무어 살인사건 (2006)
- 페인티드 베일 (2006)
- 매치 포인트 (2005)
- 듀스 비갈로 2 - 유로피안 지골로 (2005)
- 히틀러 (2003)
- 티처스 (2001)